# Hans Erich Apostel
Hans Erich Apostel (Karlsruhe, 22 gennaio 1901 – Vienna, 30 novembre 1972) è stato un compositore tedesco.
Allievo di Alban Berg, divenne celebre per un Requiem per coro ed orchestra (1933).